# Диев, Тодор
Тодор Диев (болг. Тодор Диев; 28 января 1934 или 28 сентября 1934, Пловдив — 6 января 1995, Пловдив) — болгарский футболист, игравший на позиции нападающего. Бронзовый призёр Олимпийских игр 1956 года.
Наиболее известен по выступлениям за клуб «Спартак» (Пловдив), в составе которого считается одним из лучших игроков за всю историю. Его именем назван стадион этого клуба. Трехкратный обладатель титула лучшего бомбардира болгарского футбольного первенства.
Выступал за национальную сборную Болгарии — в частности был участником чемпионата мира 1962 года и трёх Олимпийских футбольных турниров.

## Клубная карьера
Во взрослом футболе дебютировал в 1950 году выступлениями за клуб «Спартак» (Пловдив), в котором провёл два сезона. В течение 1952—1953 годов играл за софийский «Спартак», после чего вернулся в пловдивский «Спартак».
По возвращении в Пловдив стал одним из лучших нападающих страны. В 1955 году впервые стал лучшим бомбардиром чемпионата, забив 13 голов. Впоследствии получил этот титул ещё дважды — в сезоне 1961/62 (23 гола) и сезоне 1962/63 (26 гола). В последнем из этих сезонов его бомбардирский багаж был во многом определяющим для получения пловдивской командой первого и единственного в её истории титула чемпионов Болгарии.
Завершил игровую карьеру в 1966 году, забив на тот момент в высшем болгарском дивизионе 146 голов в 308 матчах (средняя результативность на уровне 0,47 гола за игру).
Умер 6 января 1995 года на 61-м году жизни.

## Выступления за сборную
В 1952 году был привлечен в олимпийскую сборную Болгарии для участия в Олимпийском футбольном турнире 1952 года в Хельсинки, однако в единственном матче сборной на турнире против команды СССР, на поле не вышел, оставаясь в запасе.
13 ноября 1955 года игрой против сборной Чехословакии дебютировал в официальных матчах в составе национальной сборной Болгарии.
В составе сборной был участником футбольных турниров на Олимпийских играх 1956 в Мельбурне, где команда завоевала бронзовые награды, а также на Олимпийских играх 1960 в Риме. На первой из этих Олимпиад отметился двумя голами в игре за третье место, а на второй стал автором трёх из семи голов болгар на групповом этапе, который они не смогли преодолеть.
В 1962 был участником Чемпионата мира в Чили. На мировом первенстве принял участие только в первой игре группового этапа, проигранной болгарами со счётом 0:1 сборной Аргентины.
Всего в течение карьеры в национальной команде, которая длилась 11 лет, провёл в форме главной команды страны 55 матчей, забив 16 голов.

## Титулы и достижения

### Командные
- Чемпион Болгарии (1):

Спартак Пловдив : 1962/63

### Личные
- Лучший бомбардир чемпионата Болгарии (3): 1955, 1961/62, 1962/63
- Заслуженный мастер спорта Болгарии (1961)